# Олег Святославич (сын Святослава Всеволодовича)
Оле́г (в крещении Константи́н) Святосла́вич (ум. 1204) — князь черниговский (1201—1204). Сын Святослава Всеволодовича Черниговского и Киевского и Марии/Екатерине, дочери Василька Полоцкого.

## Биография
В 1175 году, проводив из Чернигова до Москвы жён Михаила и Всеволода Юрьевичей, пришедших к власти в Северо-Восточной Руси с помощью его отца и брата, задержался в Лопасне, занял рязанский Сверилеск (прежнюю черниговскую волость) и одержал победу над войском, посланным Глебом Ростиславичем Рязанским во главе с его племянником, сыном Юрия Ростиславича. В 1177 году Олег вместе с братом Владимиром руководил черниговским войском в походе на помощь Всеволоду Большое Гнездо против Глеба Рязанского, который был разбит, захвачен в плен и умер в заточении.
В 1181 году вместе с отцом ходил против Всеволода Большое Гнездо и участвовал в стоянии на Влене, затем с Всеволодом Святославичем Курским командовал войском, оставленным отцом для обороны Чернигова во время похода союзных сил под Друцк против Давыда Ростиславича Смоленского.
В 1183 году участвовал в походе киевских, переяславских и северских войск против половцев Кончака. После уклонения Ярослава Всеволодовича Черниговского от участия в походе Олег вместе с братом Всеволодом продолжили поход во главе киевского полка под общим руководством Игоря Святославича Новгород-Северского, а после конфликта последнего с Владимиром Глебовичем Переяславским Игорь отправил Олега в Киев вместе с полком, а сам продолжил поход. После разгрома северских князей половцами в 1185 году Олег вместе с братом Владимиром был послан отцом для организации обороны Посемья от войск Гзака.
В 1196 году Олег возглавлял поход против Смоленского княжества, во время которого погиб сын Олега Давыд, но смоляне, руководимые Мстиславом Романовичем, были разбиты полочанами, союзниками черниговцев. В том же году Олег вместе с братом Глебом руководил черниговским гарнизоном на случай нападения Рюрика Ростиславича Киевского, в то время как основные силы Ольговичей встали к засекам, преграждавшим путь смолянам и суздальцам вглубь Черниговского княжества.

### Места княжения
По версии Войтовича Л. В., до своего черниговского княжения Олег был князем лопасненским (1176), вирским (1185), стародубским (1190—1198), северским (1198—1202). Из летописей это неизвестно. Исследователь, вероятно, исходя из наименования Стародуба под 1167 годом лепшей волостью и, одновременно считая Олега старшим из Святославичей, сделал это сопоставление. В действительности же старшим Святославичем был, вероятно, Владимир, чего придерживался Зотов Р. В. и что соответствует традиции княжения в Новгороде старших сыновей киевского князя. Войтович Л. В. и вовсе считает Владимира третьим сыном, хотя в летописи в связи с женитьбой Всеволода Святославича на польской княжне под 1179 годом Всеволод назван средним сыном.

### Последние годы
После 1196 году Олег упоминается единственный раз, в Московском летописном своде сообщается о смерти «князя Олега Черниговъского Святославича» и «князя Володимера Юрьевича Муромского» в 1204 году. Густынская летопись датирует 6713 годом (1205 от Р. Х.) смерть князей «Олга Игоровича» и «Володимера Юрьевича Муромского»; исследователь О. Рапов полагает, что речь здесь идёт о сыне Игоря Святославича новгород-северского, однако известие Московского летописного свода может значить, что и в Густынской летописи речь идёт о сыне Святослава Всеволодовича.
Поскольку Олег упомянут в Любецком синодике как великий князь черниговский, а его очередь могла наступить только после Игоря и Всеволода Святославичей, Олег считается новгород-северским князем в 1198—1201 годах и черниговским в 1201—1204 годах. Н. М. Карамзин в своей «Истории государства Российского» также говорит, что Всеволод Чермный стал главой черниговских князей после смерти Игоря Святославича и своего старшего брата Олега.
По словам Н. Е. Преснякова, в чьих руках Новгород-Северский во время старшинства Игоря, не знаем, как и вообще не можем составить списка его князей. Исследователь считает Всеволода Чермного главой черниговских князей после смерти Игоря (1202), главой северских — Владимира Игоревича.

## Семья и дети
Жена:
- до 1168 года — дочь Андрея Доброго[6] или Андрея Боголюбского (ум. 1168)[7][8].
- с 1176 года или ранее — дочь Юрия Ростиславича Рязанского (по Войтовичу Л. он же Андрей Ростиславич).

Дети:
- Давыд
- Глеб[9] — упоминается только в помяннике черниговских князей в составе Любецкого синодика.
- Александр[9] — упоминается только в помяннике черниговских князей в составе Любецкого синодика.
- Михаил ? — возможный сын Олега или другого из старших Святославичей.
- Константин? — по версии Р. В. Зотова[10], одно лицо с Рюриком (в этом случае Константин — крестильное имя), княжившим в Чернигове в 1210—1215 годах, и дед Михаила Александровича, великого князя черниговского середины XIV века. По версии А. А. Горского[11], черниговский князь в 1223—1226 годах, и дедом Михаила быть не мог. Безносюк С. Н. трансформировал версию Зотова, добавив два поколения[12]. По версии  По версии А. В. Шекова, привлекшего данные Введенского синодика, одно лицо с самим Олегом Святославичем, Константин — крестильное имя Олега[9].